# Kim Molenaar
Catharina Agatha Anna Molenaar (kælenavn: Kim; født 28. april 2002) er en hollandsk håndboldspiller, der spiller for København Håndbold i Damehåndboldligaen og Hollands kvindehåndboldlandshold.
Hun repræsenterede også de hollandske ungdomslandshold ved Junior-VM i håndbold 2022 i Slovenien, hvor det hollandske hold vandt bronze og Molenaar blev VM-turneringens topscorer med 62 mål. Molenaar fik sin officielle debut for A-landsholdet mod Tyskland, den 23. april 2022. Hun deltog senere ved EM i håndbold 2022 i Slovenien/Nordmakedonien/Montenegro.
Molenaar skiftede som 20-årig til danske topklub København Håndbold, på en 1-årig kontrakt.